# Kombinacja norweska na Zimowym Olimpijskim Festiwalu Młodzieży Europy 2009
Kombinacja norweska na Zimowym Olimpijskim Festiwalu Młodzieży Europy 2009 – zawody w kombinacji norweskiej, które odbyły się w dniach 17-20 lutego 2009 roku w Szczyrku i Wiśle. Rozegrano sprint, zawody metodą Gundersena oraz sztafetę.

## Wyniki

### Sprint HS 106/3,75 km
| Medal | Zawodnik           | Wynik   | Strata  |
| ----- | ------------------ | ------- | ------- |
|       | Manuel Faißt       | 10:39,3 | –       |
|       | Paweł Słowiok      | 10:39,4 | +00,1   |
|       | Tobias Simon       | 10:56,1 | +16,8   |
| 4.    | Otto Schall        | 11:04,0 | +24,7   |
| 5.    | Mikke Leinonen     | 11:07,1 | +27,8   |
| 6.    | Mario Seidl        | 11:12,5 | +33,2   |
| 7.    | Samuel Costa       | 11:17,8 | +37,8   |
| 8.    | Andrzej Gąsienica  | 11:22,5 | +43,2   |
| 9.    | Mattia Runggaldier | 11:30,3 | +51,0   |
| 10.   | Ola Harviken       | 11:52,6 | +1:23,3 |

### Gundersen HS 106/7,5 km
| Medal | Zawodnik           | Wynik   | Strata  |
| ----- | ------------------ | ------- | ------- |
|       | Paweł Słowiok      | 24:25,5 | –       |
|       | Mario Seidl        | 24:28,4 | +02,9   |
|       | Adam Cieślar       | 25:01,1 | +35,6   |
| 4.    | Mattia Runggaldier | 26:13,7 | +1:48,2 |
| 5.    | Tobias Simon       | 26:15,5 | +1:50,0 |
| 6.    | Samuel Costa       | 26:44,5 | +2:19,0 |
| 7.    | Manuel Faißt       | 26:47,6 | +2:22,1 |
| 8.    | Andrzej Gąsienica  | 26:02,5 | +2:37,0 |
| 9.    | Mikke Leinonen     | 27:35,6 | +3:10,1 |
| 10.   | Espen Andersen     | 27:45,8 | +3:20,3 |

### Sztafeta HS 106/3x5 km
| Medal | Zawodnik                                                           | Wynik   | Strata  |
| ----- | ------------------------------------------------------------------ | ------- | ------- |
|       | Niemcy · Tobias Simon · Otto Schall · Manuel Faißt                 | 42:03,5 | –       |
|       | Polska · Adam Cieślar · Andrzej Gąsienica · Paweł Słowiok          | 43:03,8 | +1:00,3 |
|       | Słowenia · Leon Pivk · Alen Turjak · Nace Šinkovec                 | 44:41,8 | +2:38,3 |
| 4.    | Włochy · Mattia Runggaldier · Roberto Tomio · Samuel Costa         | 44:48,9 | +2:45,4 |
| 5.    | Austria · Matthias Hochegger · Mario Seidl · Alexander Brandner    | 44:49,8 | +2:46,3 |
| 6.    | Finlandia · Jesse Kaislavuo · Joel Kuhlberg · Mikke Leinonen       | 45:19,7 | +3:16,2 |
| 7.    | Norwegia · Kristoffer Sørli · Espen Andersen · Ola Harviken        | 46:06,4 | +4:02,9 |
| 8.    | Ukraina · Wiktor Pasicznyk · Rusłan Bałanda · Witalij Kaliniczenko | 47:22,1 | +5:18,6 |

## Klasyfikacja medalowa
| Miejsce | Państwo  |   |   |   | Razem |
| ------- | -------- | - | - | - | ----- |
| 1.      | Niemcy   | 2 | 0 | 1 | 3     |
| 2.      | Polska   | 1 | 2 | 1 | 4     |
| 3.      | Austria  | 0 | 1 | 0 | 1     |
| 4.      | Słowenia | 0 | 1 | 1 | 1     |